# Víktor Moskalenko
 (février 2023).
Si vous disposez d'ouvrages ou d'articles de référence ou si vous connaissez des sites web de qualité traitant du thème abordé ici, merci de compléter l'article en donnant les références utiles à sa vérifiabilité et en les liant à la section « Notes et références ».
Víktor Moskalenko est un joueur et auteur d'échecs ukrainien né le 12 avril 1960 à Odessa. En 1988, il devient maître international et est grand maître international depuis 1992. Il joue pour la Fédération espagnole des échecs depuis octobre 2012.

## Biographie et carrière
Il est marié à la joueuse d'échecs Tatiana Yastrebova et a une fille. Entre 1992 et 1994, il est le secondant de Vassili Ivantchouk. En 2000, la famille s'installe à Barcelone. En plus de jouer aux échecs, Moskalenko écrit pour le magazine d'échecs New In Chess et ChessBase Magazine.
En 1987, il remporte le championnat d'échecs d'Ukraine à Mykolaïv. En 1988, à Lviv, il partage la deuxième place avec Vassili Ivantchouk et Volodymyr Malanyuk. La même année, il remporte l'Open de Hongrie devant Zsófia et Judit Polgár. En 1992, il remporte l'Open de Paris avec 10 points en 11 matchs. En 2005 et 2007, il remporte le championnat d'échecs de Catalogne. Au cours de sa carrière d'échecs, Moskalenko a remporté plus de 100 tournois internationaux avec des victoires sur Aleksandr Khalifman en 1985 en 22 coups, Evgueny Svechnikov en 1987, Michał Krasenkow en 1989, Anatoly Vaisser en 1992, David Bronstein à Wijk aan Zee en 1992 et Alexander Morozevich en 1994.
Son premier club était le Odesskiy Centralniy Shaxmatniy. Il a également joué dans les ligues catalane et espagnole (notamment avec le CE Escola d'Escacs de Barcelona en 2013 et 2017 ). En Catalogne, il joue pour Escacs Terrassa. En France, il joue le Championnat de France d'échecs des clubs en 2004 pour Évry Grand Roque.

## Publications
- The Fabulous Budapest Gambit. Interchess BV, Alkmaar 2007,  (ISBN 978-90-5691-224-6).
- The Flexible French. New in Chess, Alkmaar 2008,  (ISBN 978-90-5691-245-1).
- Revolutionize Your Chess. New in Chess, Alkmaar 2009,  (ISBN 978-90-5691-295-6).
- The Wonderful Winawer. New in Chess, Alkmaar 2010,  (ISBN 978-90-5691-327-4).
- The Perfect Pirc-Modern. New in Chess, Alkmaar 2013,  (ISBN 978-90-5691-402-8).
- The Diamond Dutch. New in Chess, Alkmaar 2014,  (ISBN 978-90-5691-441-7).
- The Even More Flexible French. New in Chess, Alkmaar 2015,  (ISBN 978-90-5691-574-2).
- Training with Moska. New in Chess, Alkmaar 2017,  (ISBN 978-90-5691-676-3).
- An Attacking Repertoire for White with 1.d4. New in Chess, Alkmaar 2019,  (ISBN 978-90-5691-830-9).

## Sources
- (de) Cet article est partiellement ou en totalité issu de l’article de Wikipédia en allemand intitulé « Wiktor Moskalenko » (voir la liste des auteurs).